# 半管藻目
半管藻目（学名：Hemiaulales）为硅藻纲的一个目。

## 下级分类
本目包括以下科：
- 中鼓藻科 Bellerocheaceae
- 半管藻科 Hemiaulaceae
- Streptothecaceae